# 뱅자맹 스탕불리
뱅자맹 스탕불리(프랑스어: Benjamin Stambouli, 1990년 8월 13일 ~ )는 프랑스의 축구 선수로, 현 소속팀은 랭스이다.